# Laura Landi
Laura Landi (Firenze, 16 ottobre 1958) è una cantante italiana.

## Biografia
Debutta all'inizio degli anni ottanta negli Extra, il gruppo di accompagnamento di Claudio Baglioni durante le tournée.
Seguono produzioni dance a cura di Davide Romani, sotto lo pseudonimo di ‘Barbara York’ e ‘Biba’, tra cui il brano Close to you.
Nel 1984 arriva prima a pari merito con Lena Biolcati al Festival di Castrocaro con la canzone Panorama accedendo di diritto al Festival di Sanremo 1985, dove presenta il brano Firenze, piccoli particolari di Gaio Chiocchio ed Amedeo Minghi, che non viene ammesso alla serata finale ma viene comunque pubblicato su 45 giri; sul retro, Il gabbiano, scritto da Mario Castelnuovo che duetta con lei.
Firenze, piccoli particolari vince il premio della critica e diventa anche la sigla della telenovela Povera Clara, trasmessa dal 1986.
Passa poi alla Polydor e nel 1987 partecipa ad Un disco per l'estate con il singolo Liquida; sul retro, Ogni storia comincia così. Entrambi i brani firmati da Bruno Lauzi e Maurizio Fabrizio.
Successivamente incide altri dischi di musica dance.
Collabora come corista con numerosi artisti, tra i quali Claudio Baglioni, Marco Masini, Pupo, Aleandro Baldi, Umberto Tozzi, Patrick Hernandez, Alessandro Canino, Francesca Alotta, Peppino di Capri, Francesco Nuti, Mia Martini, Massimo Ranieri, Laura Pausini, Federico Salvatore, Liliana Tamberi, Fabrizio Moro.
Parallelamente, canta innumerevoli jingle pubblicitari per vari marchi (tra cui Giochi Preziosi, Buitoni, Linea GiG...). Ha composto il jingle pubblicitario Cicciobello. Ha inoltre cantato nel jingle di una campagna contro l'AIDS.
Dal 1994 inizia l'attività d'insegnante di canto moderno seguendo diversi artisti per produzioni discografiche di Giancarlo Bigazzi, proseguendola successivamente in varie scuole di musica e organizzando seminari condotti da Beppe Cantarelli, Vittorio Matteucci, Susanna Rigacci, Stefano Magnanensi.
Nel 2021 partecipa alla seconda edizione di The Voice Senior.

## Discografia parziale

### Singoli
- 1978: Come sei/Vengo via (CBS, 6545; con gli Extra)
- 1985: Firenze, piccoli particolari/Il gabbiano (RCA Italiana, PB 6805)
- 1987: Liquida/Ogni storia comincia così (Polydor, 885 708-7)